# Hydrure de lithium
L'hydrure de lithium est un composé chimique de formule LiH. Il se présente comme une poudre inflammable de couleur blanche à grise — elle s'assombrit à la lumière — qui, avec une masse volumique de 0,76 g/cm3, est l'un des solides non poreux les plus légers — et le plus léger des solides ioniques. Il cristallise dans une structure de type sel gemme, fond à 688 °C et son enthalpie de formation est de −90,43 kJ mol−1. C'est un composé stable qui, compte tenu de la faible masse molaire du lithium, permet de stocker 2,8 m3 d'hydrogène par kilogramme, hydrogène qu'il est possible de libérer par réaction avec l'eau :
LiH + H2O ⟶ LiOH + H2.

## Propriétés
L'hydrure de lithium est un conducteur ionique et diamagnétique dont la conductivité électrique croît progressivement de 2 × 10−5 Ω−1 cm−1 à 443 °C à 0,18 Ω−1 cm−1 à 754 °C, sans discontinuité au niveau du point de fusion:36. Sa permittivité décroît de 13,0 (statique, basse fréquence) à 3,6 (spectre visible):35.
Il s'agit d'un matériau assez tendre, avec une dureté de 3,5 sur l'échelle de Mohs:42. Son fluage par compression croît rapidement de moins de 1 % à 350 °C à plus de 100 % à 475 °C, ce qui signifie qu'il ne peut assurer un support mécanique à haute température:39.
La conductivité thermique de l'hydrure de lithium décroît avec la température et dépend de la morphologie du matériau : elle vaut à 50 °C 0,125 W/(cm·K) pour les cristaux et 0,069 5 W/(cm·K) pour les matériaux compactés, mais vaut à 500 °C 0,036 W/(cm·K) pour les cristaux et 0,043 2 W/(cm·K) pour les matériaux compactés:60. Le coefficient d'expansion thermique vaut 4,2 × 10−5 K−1 à température ambiante:49.

## Production
L'hydrure de lithium se forme en faisant réagir du lithium liquide avec de l'hydrogène H2 :
2 Li + H2 ⟶ 2 LiH.
La réaction est particulièrement rapide au-dessus de 600 °C. L'addition de 10 à 30 ppm de carbone, l'augmentation de la température et/ou l'augmentation de la pression permettent d'accroître le rendement de deux heures de réaction jusqu'à 98 %:147. La réaction est cependant également présente à des températures aussi basses que 29 °C. Le rendement est de 60 % à 99 °C et de 85 % à 125 °C, la cinétique de la réaction dépendant fortement de l'état de la surface de l'hydrure de lithium:5.
Il existe d'autres modes de production de l'hydrure de lithium, comme la décomposition thermique de l'aluminohydrure de lithium LiAlH4 à 200 °C, du borohydrure de lithium LiBH4 à 300 °C, du n-butyllithium CH3CH2CH2CH2Li à 150 °C ou de l'éthyllithium CH3CH2Li à 120 °C, ainsi que diverses réactions faisant intervenir des composés peu stables du lithium contenant de l'hydrogène:144-145.
Les réactions chimiques forment de l'hydrure de lithium sous forme de blocs de poudre qui peuvent être compactés en pastilles sans devoir recourir à un liant. On peut obtenir des formes plus compexes par moulage à partir du matériau fondu:160 sqq. De grands monocristaux, pouvant atteindre 8 cm de long et 1,6 cm de diamètre, peuvent être obtenus par le procédé de Bridgman-Stockbarger à partir de poudre de LiH fondue sous atmosphère d'hydrogène. Ils présentent souvent une teinte bleutée par la présence de lithium colloïdal. Cette teinte peut être éliminée par recuit post croissance à environ 550 °C et gradient de température réduit:154. Les principales impuretés dans ces cristaux sont le sodium (20 à 200 ppm), l'oxygène (10 à 100 ppm), le magnésium (0,5 à 6 ppm), le fer (0,5 à 2 ppm) et le cuivre (0,5 à 2 ppm):155.
L'hydrure de lithium compacté à froid peut être facilement usiné à l'aide d'outils et de techniques standard jusqu'à une précision micrométrique, mais l'hydrure de lithium moulé est fragile et forme facilement des fissures pendant le traitement:171.

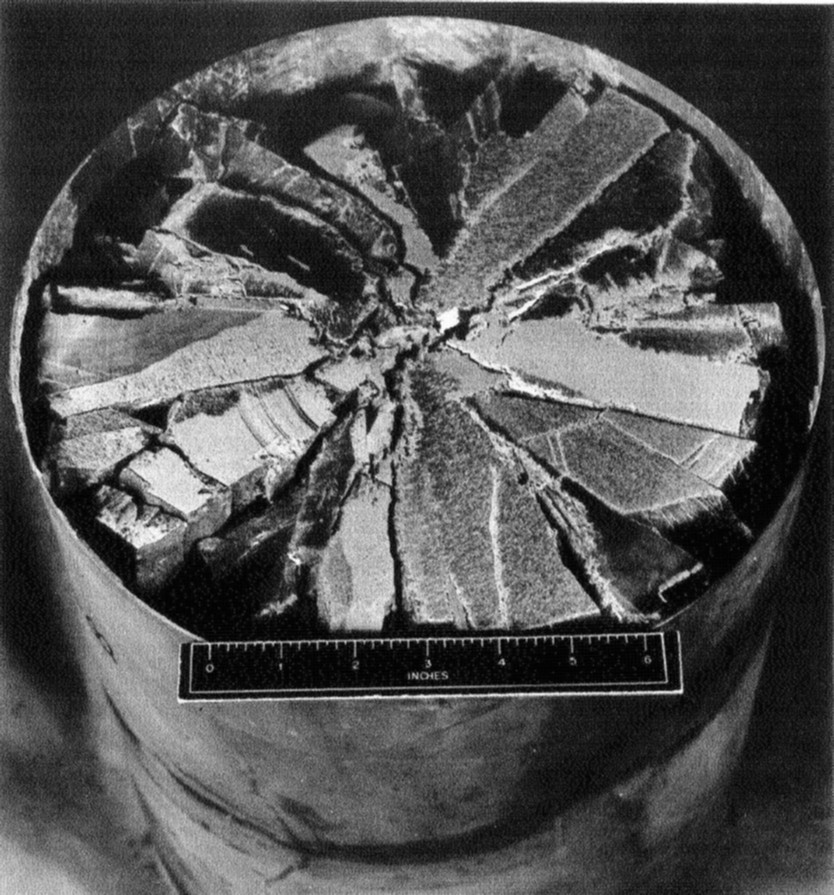
Fissures dues au fraisage d'un bloc de LiH moulé[9]:201.

Il est également possible de produire de l'hydrure de lithium à l'aide d'un procédé moins gourmand en énergie en traitant du lithium élémentaire au moulin à billes sous une forte pression d'hydrogène. Le souci avec cette méthode est qu'il faut éviter la soudure à froid entre les grains de lithium en raison de leur ductilité élevée, ce qui peut être réalisé par l'addition de petites quantités de poudre d'hydrure de lithium dans le moulin.

## Réactions
Les poudres d'hydrure de lithium réagissent rapidement avec l'air sec en donnant de l'hydroxyde de lithium LiOH, de l'oxyde de lithium Li2O et du carbonate de lithium Li2CO3. En revanche, elles s'enflamment spontanément dans l'air humide en formant un mélange de produits de combustion comprenant des composés azotés. En bloc, l'hydrure de lithium réagit à l'air humide en formant une couche superficielle qui est un fluide visqueux bloquant la poursuite de la réaction. Ce film de ternissure est assez visible. Il ne se forme pratiquement pas de nitrures à l'air humide dans ce cas. Il est possible de chauffer un bloc d'hydrure de lithium sur un disque métallique jusqu'à un peu moins de 200 °C à l'air libre sans qu'il s'enflamme spontanément, bien qu'il prenne feu immédiatement au contact d'une flamme. L'état de la surface de l'hydrure de lithium, la présence d'oxydes sur le disque métallique et différents autres paramètres influent sensiblement sur la température à laquelle le bloc prend feu. L'hydrure de lithium cristallisé ne réagit pas avec l'oxygène sec à moins d'être fortement chauffé, ce qui conduit à une combustion quasiment explosive:6.
2 LiH + O2 ⟶ 2 LiOH.
L'hydrure de lithium est très réactif avec l'eau et les autres réactifs protiques:7 :
LiH + H2O ⟶ Li+ + OH− + H2.
Il est moins réactif avec l'eau que le lithium et est donc un réducteur bien moins puissant pour l'eau, les alcools et les autres milieux contenant des solutés susceptibles d'être réduits. Ceci est vrai pour tous les hydrures salins binaires:22.
Les pastilles d'hydrure de lithium augmentent de volume dans l'air humide à mesure qu'elles se chargent en hydroxyde de lithium LiOH. La vitesse de dilatation n'excède cependant pas 10 % en 24 heures en présence de 267 Pa de pression partielle de vapeur d'eau:7. Si l'air humide contient du dioxyde de carbone CO2 alors il se forme du carbonate de lithium Li2CO3:8. L'hydrure de lithium réagit avec l'ammoniac NH3 de façon lente à température ambiante mais bien plus rapide au-dessus de 300 °C:10. Il réagit lentement avec les alcools lourds et les phénols, mais plus vigoureusement avec les alcools légers:14.
L'hydrure de lithium réagit avec le dioxyde de soufre SO2 en donnant du dithionite de lithium Li2S2O4 et de l'hydrogène au-dessus de 50 °C:9 :
2 LiH + 2 SO2 ⟶ Li2S2O4 + H2.
Il réagit avec l'acétylène C2H2 pour donner du carbure de lithium Li2C2 et de l'hydrogène. Il réagit lentement avec les acides organiques anhydres, les phénols et les anhydrides d'acide pour donner le sel de lithium correspondant et de l'hydrogène. Avec les acides aqueux, l'hydrure de lithium réagit plus rapidement qu'avec l'eau:8. De nombreuses réactions impliquant de l'hydrure de lithium et des composés oxygénés — comme la réduction de composés organiques, par exemple du formaldéhyde HCHO en méthanol CH3OH — donnent de l'hydroxyde de lithium LiOH, lequel réagit à son tour au-dessus de 300 °C avec l'hydrure de lithium de manière irréversible pour donner de l'oxyde de lithium Li2O et de l'hydrogène:10 :
HCHO + LiH + H2O ⟶ CH3OH + LiOH ;
LiH + LiOH ⟶ Li2O + H2.

## Applications

### Stockage de l'hydrogène et additif de propergol en astronautique
Dans la mesure où l'hydrure de lithium contient trois fois plus d'hydrogène par unité de masse que l'hydrure de sodium NaH, il est régulièrement étudié dans le cadre d'application de stockage de l'hydrogène. Ces études buttent cependant sur la stabilité du composé, qui se décompose en lithium et en hydrogène par chauffage aux alentours de 900 à 1 000 °C, ce qui en fait l'hydrure de métal alcalin le plus stable thermiquement et le rend peu économique dans ces applications. L'hydrure de lithium a par ailleurs fait l'objet d'essais comme ergol en astronautique,.

### Précurseur d'hydrures métalliques complexes
L'hydrure de lithium n'est généralement pas un réducteur d'hydrures, hormis dans le cadre de la synthèse d'hydrures de certains métalloïdes. Par exemple, le silane SiH4 peut être produit en faisant réagir de l'hydrure de lithium avec du tétrachlorure de silicium SiCl4 par le procédé Sundermeyer :
4 LiH + SiCl4 ⟶ 4 LiCl + SiH4.
L'hydrure de lithium est utilisé dans la production d'un ensemble de réactifs pour les synthèses organiques comme l'aluminohydrure de lithium LiAlH4 et le borohydrure de lithium LiBH4. Il réagit avec le triéthylborane (CH3CH2)3B pour donner un superhydrure LiBH(CH2CH3)3.
4 LiH + AlCl3 ⟶ LiAlH4 + 3 LiCl.

### Divers
L'hydrure de lithium 7 7LiH peut être utilisé pour réaliser des blindages contre la radioactivité de réacteurs nucléaires et peut être mis en forme par moulage.
En raison de son moment dipolaire élevé, l'hydrure de lithium est intéressant pour obtenir un condensat de Bose-Einstein d'atomes ultrafroids.

## Deutérure de lithium
Le deutérure de lithium 7 7LiD est un bon modérateur pour réacteurs nucléaires car le deutérium 2
1D a une section efficace d'absorption des neutrons plus faible que celle de l'hydrogène 1
1H et le lithium 7 7
3Li a également une section efficace d'absorption des neutrons plus faible que celle du lithium 6 6
3Li, ce qui fait que le 7LiD absorbe peu les neutrons du réacteur. Le lithium 7 forme également moins de tritium 3
1T lorsqu'il est bombardé par des neutrons.

Conversion du deutérium et du lithium 6 en hélium 4 dans une bombe H au 6LiD.

Le deutérure de lithium 6 6LiD est le principal combustible de fusion des bombes H. Dans les ogives de type Teller-Ulam, une charge à fission, par exemple en plutonium 239, explose en déclenchant la fusion sous l'effet de la chaleur libérée, de la compression du deutérure de lithium 6 et du bombardement de ce dernier par le flux de neutrons générés au cours de la fission, ce qui a pour effet de produire du tritium 3
1T au cours d'une réaction exothermique :
6
3Li + 1
0n ⟶ 4
2He + 3
1T + 4,784 MeV.
Le deutérium et le tritium fusionnent ensuite pour produire de l'hélium 4, un neutron et 17,59 MeV d'énergie qui se répartissent à raison de 3,52 MeV pour l'hélium et le reste pour le neutron :
3
1T + 2
1D ⟶ 4
2He + 1
0n + 17,59 MeV.
L'essai nucléaire de Castle Bravo a montré accidentellement en 1954 que le lithium 7 peut également générer du tritium dans des conditions extrêmes au terme d'une réaction endothermique; alors qu'on pensait jusqu'alors que seul le lithium 6 pouvait se transmuter en tritium sous l'effet d'un flux de neutrons :
7
3Li + 1
0n ⟶ 4
2He + 3
1T + 1
0n – 2,467 MeV.

## Sécurité
L'hydrure de lithium réagit violemment au contact de l'eau en donnant de l'hydrogène H2, inflammable, et de l'hydroxyde de lithium LiOH, qui est caustique. La poussière de LiH peut par conséquent provoquer des explosions dans l'air humide, voire dans l'air sec en présence d'électricité statique. À des concentrations de 5 à 55 mg/m3 dans l'air, la poussière est très irritante pour les muqueuses et la peau, et peut provoquer des allergies. L'irritation qu'il provoque fait que l'hydrure de lithium est généralement rejeté plutôt qu'accumulé dans l'organisme:157,182.
Certains sels de lithium, qui peuvent éventuellement être produits par les réactions de l'hydrure de lithium, sont toxiques. Les feux de LiH ne doivent pas être éteints avec du dioxyde de carbone, du tétrachlorométhane ou des extincteurs à eau, mais plutôt être étouffés en les enfermant dans un objet métallique ou en les recouvrant d'une poudre de graphite ou de dolomie. Le sable convient moins bien car il peut exploser lorsqu'il est mélangé à du LiH enflammé, surtout s'il n'est pas sec.
L'hydrure de lithium est normalement transporté dans de l'huile contenue dans des récipients en céramique, parfois en plastique ou en acier, et est manipulé sous atmosphère d'argon ou d'hélium sec:156. Une atmosphère d'azote peut convenir, mais pas à température élevée, car alors l'azote réagit avec le lithium:157. L'hydrure de lithium contient normalement une certaine proportion de lithium, qui corrode les récipients en acier ou en silice à température élevée:173, 174, 179.